# Pentaschistis rosea
Pentaschistis rosea är en gräsart som beskrevs av Hans Peter Linder. Pentaschistis rosea ingår i släktet Pentaschistis och familjen gräs. Utöver nominatformen finns också underarten P. r. purpurascens.